# Пилпул

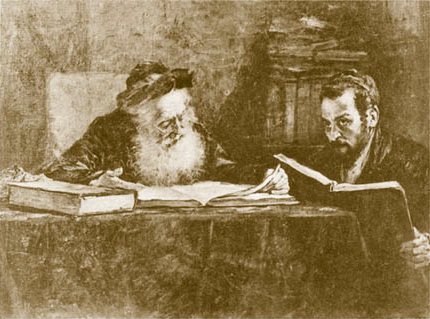
Диспут, Трембач, Мауриций

Пилпул (также пильпуль, ивр. פִּלְפּוּל‎) — собирательный термин для обозначения методов ведения талмудической дискуссии, в частности, выявляющие тонкие правовые, концептуальные и иные различия. «Пилпул» — от слова пилпел — `перец`, что указывает на остроту ума, которая проявляется в этих обсуждениях. Особенностью является попеременное доказательство правоты различных, иногда и диаметрально противоположных, исключающих друг друга, мнений. В процессе настоящего пилпула, который не выливается в бесплодные схоластические прения, оказывается, что противоположные точки зрения не исключают, а дополняют, обогащают друг друга.
В талмудический период этот термин обозначал логические различения, с помощью которых через рассуждение (свара) устранялись противоречия и текстуальные трудности, результатом чего становилось более глубокое понимание вопроса и концептуальный анализ. Пилпул рассматривался как противоположность механического заучивания текстов (гирса), устных традиций и приёмов законоучителей прошлого. Мастера методов пилпула предоставляои собственные аргументы, но всегда действовали с опорой на авторитетную традицию. Сторонники традиционного толкования текстов, однако, выступали против мастеров пилпула, поскольку считали, что дерзкая оригинальность приверженцев пилпула может увести от истины и здравого смысла (Эр. 90а). В то же время признавалось, что пилпул являлся необходимым средством установить герменевтические связей Устного Закона и Торы. Пилпул рассматривали и как ценный дидактический метод в процессе обучения (Бр. 33б; Эр. 13а и в других местах). Считалось, что члены Синедриона должны были быть мастерами пилпула (ср. Санх. 17а). В особенности славились в качестве мастеров тонкого пилпула иудейские учёные Вавилонии.
Талмудический пилпул решал три основные задачи. (1) Он сохранял единство Устного Закона и Торы, согласно иудейскому учению происходящие от единого откровения Всевышнего. По этой причине всё, что кажется противоречивым и излишним понимается как следствие интеллектуальной ограниченности тех, кто изучает материал. (2) Пилпул служил сохранению жизненности традиционных, фиксированных форм Устного Закона и Торы, несмотря на изменения в окружающей жизни. (3) Пилпул делал из изучения Торы интеллектуальное состязание, чтобы это изучение не было рутинным и механическим (ср. Нед. 38а; Мег. 19б и в других местах).
Вавилонские учёные периода гаонов продолжали применять методы пилпула, но они акцентировали внимание на упорядочении, редактировании и комментировании талмудических текстов. Новый подъём этих методов произошёл в среде тосафистских школ во Франции и Германии и в испанских школах в XIII—XIV веков. Методы пилпула в эти периоды использовали с целью снять противоречия между, как кажется, взаимоисключающими или противоречащими один другому талмудическими текстами. Это «умничанье» подверглось критике со стороны Хасидей Ашкеназ, которые считали, что тосафисты проводят подмену истины оригинальностью, а Талмуд подменяют на тосафот.
После краткого периода упадка в XV—XVI веках наблюдался беспрецедентный расцвет логической дискуссии. В этот период были выработаны новые методы пилпула, для которых характерно глубокое внимание к мельчайшим деталям галахической дискуссии, как последняя представлена в Талмуде. Каждое положение здесь должно быть понято в качестве вносящего нечто новое в обсуждение вопроса; проблема, которую ставит один законоучитель, не выражает его сомнений или незнания, а является проверкой ума и знаний его коллег и учеников. Поскольку допускается, что все мудрецы Талмуда обладают одинаковой глубиной и широтой своих знаний, талмудический диалог рассматривается в качестве взаимодействия различных мнений и подходов, а не как серия вопросов и ответов, а сами различия в подходе появляются по причине казуистической дифференциации, а не из-за фундаментальных противоречий, в результате чего духовный мир Талмуда получает внутреннее единство и непротиворечивость. В сферу обучения вводились различные методы пилпула, которые были направлены на развитие интеллекта и воображения обучающихся. С использованием воображаемых галахических ситуаций преподаватели обучали выносить логически обоснованные суждения, ученикам предлагали найти решения галахических парадоксов и т. п.
В период XVI—XVII веков способность блеснуть эрудицией в ходе публичной дискуссии была основной целью и делом чести для ученика иешивы. Опыт, полученный в пилпуле позволял раввинам решать многие новые галахические проблемы. В то же время всеобщая увлечённость пилпулом подвергалась резкой критике многими выдающимися раввинами того времени. Они не выступали против пилпула как такового, но утверждали, что эти методы нужны для более глубокого понимания текста, они не должны быть самоцелью и искусством ради искусства. К концу XVIII века методы пилпула оказались практически исчерпаны, и школа Виленского гаона ввела новые способы изучения Торы.